# Pacta sunt servanda
Pacta sunt servanda (latin: Aftaler skal holdes) er det grundlæggende juridiske princip inden for aftaleret, civilret og international ret om, at aftaler skal holdes.
Aftalelovens § 1 bygger på dette princip.
Princippet bygger på, at parterne, eftersom de selv har fastlagt indholdet af aftalen, også skal holde sig til det. Hvis en part bryder en klausul eller bestemmelse, kan modparten tvangsfuldbyrde eller ophæve aftalen.
| Jura | Spire Denne juraartikel er en spire som bør udbygges. Du er velkommen til at hjælpe Wikipedia ved at udvide den. |